# UFC 238
UFC 238: Cejudo vs. Moraes è stato un evento di arti marziali miste tenuto dalla Ultimate Fighting Championship l'8 giugno 2019 allo United Center di Chicago negli Stati Uniti.

## Risultati
|                                           | Divisione             |                        |                 |                       | Metodo                                  | Round           | Tempo           | Premio          |
| Card Principale                           | Card Principale       | Card Principale        | Card Principale | Card Principale       | Card Principale                         | Card Principale | Card Principale | Card Principale |
| ----------------------------------------- | --------------------- | ---------------------- | --------------- | --------------------- | --------------------------------------- | --------------- | --------------- | --------------- |
| Sfida valida per il titolo di campione    | Pesi gallo            | Henry Cejudo           | batte           | Marlon Moraes         | KO tecnico (pugni)                      | 3               | 4:51            | POTN            |
| Sfida valida per il titolo di campionessa | Pesi mosca femminili  | Valentina Ševčenko (c) | batte           | Jessica Eye           | KO (calcio alla testa)                  | 2               | 0:26            | POTN            |
|                                           | Pesi leggeri          | Tony Ferguson          | batte           | Donald Cerrone        | KO tecnico (stop medico)                | 2               | 5:00            | FOTN            |
|                                           | Pesi gallo            | Petr Yan               | batte           | Jimmie Rivera         | Decisione unanime (29-28, 29-28, 30-27) | 3               | 5:00            |                 |
|                                           | Pesi massimi          | Blagoy Ivanov          | batte           | Tai Tuivasa           | Decisione unanime (29-28, 30-27, 30-27) | 3               | 5:00            |                 |
| Card Preliminare (ESPN)                   |                       |                        |                 |                       |                                         |                 |                 |                 |
|                                           | Pesi paglia femminili | Tatiana Suarez         | batte           | Nina Ansaroff         | Decisione unanime (29-28, 29-28, 29-28) | 3               | 5:00            |                 |
|                                           | Pesi gallo            | Aljamain Sterling      | batte           | Pedro Munhoz          | Decisione unanime (30-27, 30-27, 30-27) | 3               | 5:00            |                 |
|                                           | Pesi paglia femminili | Alexa Grasso           | batte           | Karolina Kowalkiewicz | Decisione unanime (30-27, 30-27, 30-27) | 3               | 5:00            |                 |
|                                           | Pesi piuma            | Calvin Kattar          | batte           | Ricardo Lamas         | KO (pugni)                              | 1               | 4:06            |                 |
| Card Preliminare (UFC Fight Pass)         |                       |                        |                 |                       |                                         |                 |                 |                 |
|                                           | Pesi paglia femminili | Xiaonan Yan            | batte           | Angela Hill           | Decisione unanime (29-28, 29-28, 29-28) | 3               | 5:00            |                 |
|                                           | Pesi medi             | Darren Stewart         | batte           | Bevon Lewis           | Decisione unanime (29-28, 29-28, 30-27) | 3               | 5:00            |                 |
|                                           | Pesi gallo            | Eddie Wineland         | batte           | Grigory Popov         | KO tecnico (pugni)                      | 2               | 4:47            |                 |
|                                           | Pesi mosca femminili  | Katlyn Chookagian      | batte           | Joanne Calderwood     | Decisione unanime (30-27, 29-28, 29-28) | 3               | 5:00            |                 |

## Premi
I lottatori premiati ricevettero un bonus di 50.000 dollari.
Legenda:
- FOTN: Fight of the Night (vengono premiati entrambi gli atleti per il miglior incontro dell'evento)
- POTN: Performance of the Night (viene premiato il vincitore per la migliore performance dell'evento)